# تشارلي ويلكينسون
تشارلي ويلكينسون (بالإنجليزية: Charlie Wilkinson)‏ (7 مايو 1907 في المملكة المتحدة - 1975 في المملكة المتحدة) هو لاعب كرة قدم بريطاني (وحمل سابقاً جنسية المملكة المتحدة لبريطانيا العظمى وأيرلندا) في مركز الدفاع. لعب مع شيفيلد يونايتد وليدز يونايتد ونادي بورنموث ونادي ساوثهامبتون.